# Крікеу
Крікеу (рум. Cricău) — село у повіті Алба в Румунії. Адміністративний центр комуни Крікеу.
Село розташоване на відстані 276 км на північний захід від Бухареста, 11 км на північ від Алба-Юлії, 66 км на південь від Клуж-Напоки.

## Населення
За даними перепису населення 2002 року у селі проживали 1290 осіб.
Національний склад населення села:
| Національність | Кількість осіб | Відсоток |
| -------------- | -------------- | -------- |
| румуни         | 1273           | 98,7%    |
| італійці       | 7              | 0,5%     |
| угорці         | 5              | 0,4%     |

Рідною мовою назвали:
| Мова       | Кількість осіб | Відсоток |
| ---------- | -------------- | -------- |
| румунська  | 1275           | 98,8%    |
| італійська | 7              | 0,5%     |
| угорська   | 5              | 0,4%     |